# Bengt Fjällberg
Bengt Henrik Fjällberg (ur. 15 września 1961 w Tärnaby) – szwedzki narciarz alpejski, brązowy medalista mistrzostw świata.

## Kariera
Pierwsze punkty w zawodach w zawodach Pucharu Świata zdobył 18 stycznia 1981 roku w Kitzbühel, zajmując trzynaste miejsce w slalomie. Na podium zawodów tego cyklu pierwszy raz stanął już 8 lutego 1981 roku w Oslo, gdzie rywalizację w tej konkurencji ukończył na drugiej pozycji. W zawodach tych rozdzielił swego rodaka, Ingemara Stenmarka i Władimira Andriejewa z ZSRR. W kolejnych startach jeszcze jeden raz stanął na podium zawodów pucharowych: 12 lutego 1983 roku w Markstein ponownie był drugi w slalomie. Tym razem uplasował się między Bojanem Križajem z Jugosławii i Austriakiem Christianem Orlainskym. Najlepsze wyniki osiągnął w sezonie 1980/1981, kiedy to zajął 33. miejsce w klasyfikacji generalnej, a w klasyfikacji slalomu był dziesiąty.
Jego największym sukcesem jest brązowy medal w slalomie wywalczony podczas mistrzostw świata w Schladming w 1982 roku. W zawodach tych wyprzedzili go jedynie Ingemar Stenmark i Bojan Križaj. Był to jego jedyny medal wywalczony na międzynarodowej imprezie tej rangi. W 1984 roku wystąpił w slalomie na igrzyskach olimpijskich w Sarajewie. W pierwszym przejeździe uzyskał czternasty wynik, natomiast w drugim przejeździe został zdyskwalifikowany i ostatecznie nie był klasyfikowany.
W 1986 roku zakończył karierę.

## Osiągnięcia

### Igrzyska olimpijskie
| Miejsce | Dzień     | Rok  | Miejscowość | Konkurencja | Czas biegu | Strata | Zwycięzca  |
| ------- | --------- | ---- | ----------- | ----------- | ---------- | ------ | ---------- |
| DSQ2    | 19 lutego | 1984 | Sarajewo    | Slalom      | 1:39,41    | -      | Phil Mahre |

### Mistrzostwa świata
| Miejsce | Dzień     | Rok  | Miejscowość | Konkurencja | Czas biegu | Strata | Zwycięzca        |
| ------- | --------- | ---- | ----------- | ----------- | ---------- | ------ | ---------------- |
| 3.      | 7 lutego  | 1982 | Schladming  | Slalom      | 1:48,48    | +0,84  | Ingemar Stenmark |
| DNF1    | 10 lutego | 1985 | Bormio      | Slalom      | 1:38,82    | -      | Jonas Nilsson    |

### Puchar Świata

#### Miejsca w klasyfikacji generalnej
- sezon 1980/1981: 33.
- sezon 1981/1982: 60.
- sezon 1982/1983: 34.
- sezon 1983/1984: 50.
- sezon 1984/1985: 87.
- sezon 1985/1986: 91.

#### Miejsca na podium
1. Oslo – 8 lutego 1981 (slalom) – 2. miejsce
2. Markstein – 12 lutego 1983 (slalom) – 2. miejsce